# Antoni Postius Terrado
Toni Postius Terrado (Lérida, 11 de agosto de 1984) es un político catalán. Actualmente es el primer teniente de alcalde de su ciudad y concejal de Urbanismo. Fue diputado en el Congreso de los Diputados en la XI y en la XII legislaturas.

## Biografía

### Formación
Es ingeniero técnico en Informática de Gestión por la Universidad de Lérida, finalizando sus estudios en Dinamarca, en la Vitus Bering University. También es licenciado en Derecho y miembro del Colegio de Abogados de Lérida.

### Actividad política
Militante de Convergencia Democrática de Cataluña y gerente del partido en Lérida, en las elecciones municipales de 2011 fue elegido concejal en Lérida. En las elecciones municipales de 2015 se volvió a presentar, esta vez como cabeza de lista, al ayuntamiento de Lérida. El grupo de CiU que encabeza, obtiene 6 concejales y un 17.92% de los sufragios en estas elecciones. En febrero de 2018, una de las paeres del grupo, Rosa Maria Salmerón, decide cambiar de grupo e incorporarse al grupo de alcaldía del PSC.
En las elecciones generales españolas de 2015 fue elegido diputado por Democràcia i Llibertat por la provincia de Lérida. En la repetición de las elecciones generales españolas, el 26 de junio de 2016, se convierte en el único diputado por la circunscripción de Lérida por parte de Convergència Democràtica de Catalunya.
Fue elegido candidato del Partit Demòcrata Europeu Català a las elecciones municipales del 2019, después de presentarse en solitario en las primarias del partido en Lérida. Sin embargo, emulando a Junts per Catalunya, la candidatura que encabeza recibe el nombre de Junts per Catalunya - Lleida.
En las elecciones municipales españolas de 2019 del 26 de mayo, la lista de Junts Per Catalunya - Lleida, obtuvo 6 concejales con un 19,09% de los sufragios.
El 26 de junio de 2019 se llega a un acuerdo de Gobierno con los Grupos Municipales de Esquerra Republicana de Catalunya, Junts per Catalunya - Lleida y del Comú de Lleida y se firma el llamado «Pacto de San Juan», que representa a un gobierno de 15 de los 27 concejales que tiene la corporación municipal.
El 28 de junio de 2019, por decreto del alcalde, es nombrado primer teniente de alcalde de la ciudad y al mismo tiempo concejal de urbanismo.

En las elecciones municipales de 2023 su partido pasa a ser cuarta fuerza política de la ciudad y baja de 6 a 4 concejales. 

Ahí decide dejar la política activa para volver a la empresa privada.